# Rob Witschge
Robert "Rob" Witschge (Ámsterdam, Países Bajos, 22 de agosto de 1966) es un exfutbolista neerlandés, se desempeñaba como centrocampista. Es el hermano mayor del también futbolista Richard Witschge.

## Clubes
| Club             | País         | Año       | Partidos | Goles |
| ---------------- | ------------ | --------- | -------- | ----- |
| AFC Ajax         | Países Bajos | 1985-1989 | 92       | 13    |
| AS Saint-Étienne | Francia      | 1989-1990 | 43       | 11    |
| Feyenoord        | Países Bajos | 1991-1996 | 160      | 25    |
| FC Utrecht       | Países Bajos | 1996-1998 | 57       | 1     |
| Ittihad FC       | Arabia Saudí | 1998-1999 | 0        | 0     |

- Datos: Q706125
- Multimedia: Rob Witschge / Q706125